# Georg Feuerstein
Georg Feuerstein (ur. 27 maja 1947, zm. 25 sierpnia 2012) – niemiecki filozof (doktorat), historyk religii i indolog zamieszkały w Kanadzie, specjalizujący się w tematyce hinduistycznej.

## Życiorys
Dwadzieścia pięć lat prowadził badania hinduistycznych tradycji religijnych. Pracował w Durham University, następnie w USA. W latach dziewięćdziesiątych badał i praktykował u Lamy Śakja Zangpo ścieżkę buddyjską Buddy medycyny. Mieszkał w Kanadzie w Saskatchewan. Współprowadził w Lower Lake Yoga Research Center, był dyrektorem Yoga Research and Education Center. Wydawał Yoga World oraz współredagował pisma: Yoga Journal, Inner Directions i Intuition. Jest autorem kilkudziesięciu książek, szczególnie cenione to Encyclopedic Dictionary of Yoga, Holy Madness, Sacred Sexuality, The Mystery of Light.

## Recepcja w Polsce
Polskiemu czytelnikowi Georg Feuerstein jest znany z następujących pozycji:
1. Georg Feuerstein: Na początku była liczba. Maja Hądzlik-Margańska (tł.). Wyd. 1. Bydgoszcz: Dom Wydawniczy LIMBUS, 1995, seria: Inny świat. ISBN 83-85475-62-1. Brak numerów stron w książce
2. Georg Feuerstein: Joga – Encyklopedia[3]. Maria Kużniak (tł.). Wyd. 1. Poznań: Wydawnictwo BRAMA, 2004. ISBN 83-914652-5-X. Brak numerów stron w książce
3. Cytaty z dzieł Feuersteina w treści i przypisach. W: Carl Gustav Jung: Psychologia kundalini-jogi. Robert Reszke (prz.). Wyd. 1. Warszawa: Wydawnictwo KR, 2003, s. 21,27,30-31,44,77,171. ISBN 978-83-89158-19-2.
4. Jego dzieła i opinie przywołuje kilkunastokrotnie. W: Agata Świerzowska: Joga. Droga do transcendencji. Wyd. 1. Kraków: Wydawnictwo WAM, 2009, s. 10,..., seria: Mała Biblioteka Religii. ISBN 978-83-7505-192-6. (pol.).

## Dzieła
- Buddhism: An Outline of Its Teachings and Schools with Hans Wolfgang Schumann, (Georg Feuerstein,tłumacz) Quest Books (1987) ISBN 0-8356-0452-7
- The Deeper Dimension of Yoga, Shambhala (2003), ISBN 1-57062-935-8
- Encyclopedic Dictionary of Yoga, Paragon House (July 1990), ISBN 1-55778-245-8
- Enlightened Sexuality: Essays on Body-Positive Spirituality (Redakcja)
- Essence of Yoga: A Contribution to the Psychohistory of Indian Civilization (współredaktor)
- Green Yoga (Coauthored with Brenda Feuerstein), Traditional Yoga Studies (2007), ISBN 978-0-9782138-2-4
- Holy Madness: The Shock Tactics and Radical Teachings of Crazy-Wise Adepts, Holy Fools, and Rascal Gurus, Paragon House, 1991, ISBN 1-55778-250-4; Hohm Press; Rev & Expand edition Holy Madness: Spirituality, Crazy-Wise Teachers, And Enlightenment, (June 15, 2006) ISBN 1-890772-54-2
- Humor Suddenly Returns: Essays on the Spiritual Teaching of Master Da Free John: A Scholarly Tribute (Redakcja)
- In Search of the Cradle of Civilization: New Light on Ancient India (Współautor z Subhash Kak i David Frawley)
- Introduction to the Bhagavad-Gîtâ: Its philosophy and cultural setting
- Jean Gebser: What Color Is Your Consciousness
- Living Yoga: A Comprehensive Guide for Daily Life (współredaktor)
- The Lost Teachings of Yoga (Audio CD) (2003) ISBN 1-59179-009-3
- Lucid Waking: Mindfulness and the Spiritual Potential of Humanity
- The Mystery of Light: Life and Teaching of Omraam Mikhael Aivanhov
- Philosophy of Classical Yoga
- A Reappraisal of Yoga: Essays in Indian philosophy
- Sacred Sexuality: The Erotic Spirit in the World’s Great Religions
- Science of Reality (Redakcja)
- Encyclopedia of Yoga, Shambhala
- Shambhala: Guide to Yoga
- Structures of Consciousness: The Genius of Jean Gebser: An Introduction and Critique
- Tantra: The Path of Ecstasy, Shambhala (1998), ISBN 1-57062-304-X
- Teachings of Yoga
- Textbook of Yoga
- Voices on the Threshold of Tomorrow: 145 Views of the New Millennium (współredaktor)
- Wholeness or Transcendence?
- Yoga
- Yoga and beyond: Essays in Indian philosophy
- Yoga for Dummies
- Yoga Gems: A Treasury of Practical and Spiritual Wisdom from Ancient and Modern Masters (Redakcja)
- The Yoga Tradition: Its History, Literature, Philosophy and Practice, with a foreword by Ken Wilber, Hohm Press (2001) ISBN 1-890772-18-6
- The Yoga-Sûtra of Patanjali: A New Translation and Commentary, Inner Traditions International; Rochester, Vermont, 1989
- Yoga Wisdom: Teachings on Happiness, Peace, and Freedom